# خافيير مولينا (لاعب كرة قدم إسباني)
خافيير مولينا (بالإسبانية: Xavi Molina) (19 يوليو 1986 في إسبانيا - ) هو لاعب كرة قدم إسباني في مركز الدفاع. لعب مع أتليتيكو بالياريس وخيمناستيك طركونة ونادي ألكويانو ونادي ريوس ديبورتيو وUE Rapitenca ‏.

## وصلات خارجية
- خافيير مولينا على موقع قاعدة بيانات كرة القدم.إي يو (الإنجليزية)
- خافيير مولينا على موقع Soccerway.com (الإنجليزية)
- خافيير مولينا على موقع AS.com (الإسبانية)